# Kenta Matsudaira

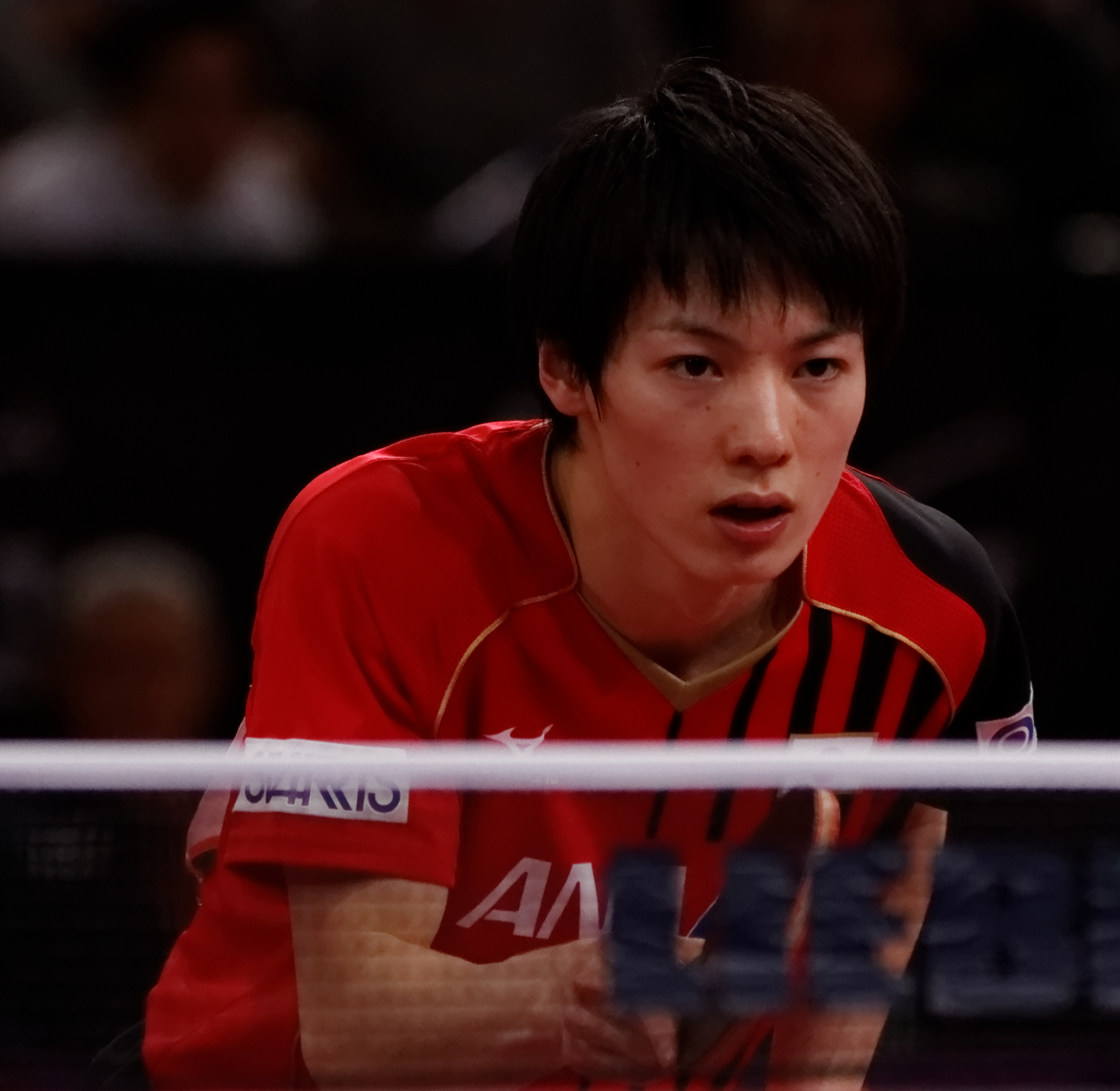
Wereldkampioenschappen tafeltennis 2013

Kenta Matsudaira (Japans: 松平 健太, Matsudaira Kenta) (Nanao, 11 april 1991) is een Japans tafeltennisser. De rechtshandige shakehand-speler is sinds 2006 actief in het internationale seniorencircuit, waarop hij debuteerde met de dat jaar verdiende wereldtitel voor junioren op zak. Hij debuteerde in 2007 op de volwassen wereldkampioenschappen. Zijn oudere broer Kenji Matsudaira is eveneens een internationaal actieve tafeltennisser.
Matsudaira bereikte in november 2017 zijn hoogste positie op de ITTF-wereldranglijst, toen hij 9e stond. Bij aanvang van de in 2009 gehouden wereldkampioenschappen tafeltennis 2009 stond hij nog buiten de top 100, waarna hij Aleksandar Karakašević (58e op de wereldranglijst destijds), Oh Sang-eun (12e) en Robert Gardos (30) versloeg daar. De toenmalige nummer twee van de wereld en Olympisch kampioen 2008 Ma Lin schakelde hem in de achtste finale ternauwernood uit, met 3-4 in games, waarbij de laatste game beslist werd met 9-11.
Matsudaira vestigde zijn naam als grote belofte internationaal door in 2006 als vijftienjarige de wereldtitel voor junioren te winnen, terwijl hij gezien zijn leeftijd eigenlijk nog een kadet was. Hij kwam in competitieverband uit voor onder meer TTC Müller Frickenhausen-Würzburg in de Duitse Bundesliga.

## Erelijst
- Winnaar World Junior Circuit 2008
- Wereldkampioen junioren 2006
- Winnaar dubbelspel Aziatische Jeugdkampioenschappen junioren 2007
- Winnaar Aziatische Jeugdkampioenschappen kadetten 2005 en 2006

ITTF Pro Tour:
- Winnaar dubbelspel Japan Open 2010 (met Koki Niwa)
- Verliezend finalist teamtoernooi Oostenrijk Open 2008